# 三菱Racing Lancer
三菱Racing Lancer（日语：三菱・レーシングランサー）乃日本三菱汽車自2008年至2012年間為了參加達喀爾拉力賽而打造的越野拉力賽原型賽車。

## 概要
自1983年起以Pajero投入巴黎達卡拉力賽（後稱達喀爾拉力賽）的三菱汽車，2007年時公開表示將以搭載柴油引擎的車輛參與翌年的賽事，2008年7月16日正式公開「三菱Racing Lancer」；改用柴油引擎的理由是因為新規制對其較為有利。該公司於2007年8月啟動開發的工作，2008年6月完成1號車之後便先後於法國、西班牙、摩洛哥等地做測試，並於10月份舉辦的2008年葡萄牙Baja拉力賽中初次出賽。然而，受到收入虧損的影響，2009年2月4日三菱汽車宣布全面退出達喀爾拉力賽。結束之後三菱汽車將這款車型釋放給私人車隊，有的車隊改成汽油引擎或變更外觀造型。

### 諸元規格
基本機械構造皆沿襲自三菱Pajero Evolution MPR13，包括多重鋼管式籠狀車架、前中置引擎、雙A臂獨立懸吊系統附圈狀彈簧及防傾桿、四輪驅動等。車殼為碳纖維強化聚合物製成，以Lancer Sportback之設計為主題，以提升其空力性能。車頂設置了一個和車頂寬幅同寬的進氣口，以便將冷卻風導入設於後車廂的中冷器。因應新的比賽規則，重新設計多重鋼管式籠狀車架之底盤，並加大管徑。軸距也比MPR13加長125mm，使得車室地板下的燃料箱位置得以降低，並將備用輪胎靠近車身中央，壓低且集中車身重心。因柴油引擎的油耗表現比汽油還要好，故燃料箱容量比MPR13減少10%。
開發渦輪增壓柴油引擎時，三菱現有的引擎陣容中並沒有適合的，於是將6G7族汽油引擎改成柴油。開發的工作從2006年4月開始，但開發進度嚴重落後。大小兩顆渦輪增壓器由三菱重工業製造，構成雙渦輪增壓，燃料使用來自非食品植物性物質的生物燃料，強調對環境保護的重視。
|                  | 6G7 DI-D    | 6G7（MPR13, 2008年） |
| ---------------- | ----------- | -------------------- |
| 缸徑×衝程（mm）  | 91.1 × 76.6 | 96.5 × 91.1          |
| 排氣量（c.c.）   | 2,996       | 3,998                |
| 限流板孔徑（mm） | ⌀38         | ⌀31                  |
| 最大扭力（N·m）  | ≥650        | 412                  |
| 最高馬力（kW）   | ≥206        | 188                  |
| 壓縮比           | 15.0：1     | 10.5：1              |
| 增壓方式         | 雙渦輪增壓  | 自然進氣             |

## 競速賽事

### 2008年
| 賽事名稱         | 正駕駛            | 副駕駛         | 分站名次 | 分站名次 | 分站名次 | 分站名次 | 綜合名次 |
| 賽事名稱         | 正駕駛            | 副駕駛         | 1        | 2        | 3        | 4        | 綜合名次 |
| ---------------- | ----------------- | -------------- | -------- | -------- | -------- | -------- | -------- |
| 葡萄牙Baja拉力賽 | 斯特凡·彼得漢塞爾 | 讓-保羅·科特雷 | 7        | 1        | 1        | 2        | 1        |

### 2009年
| 正駕駛            | 副駕駛         | 各站名次 | 各站名次 | 各站名次 | 各站名次 | 各站名次 | 各站名次 | 各站名次 | 各站名次 | 各站名次 | 各站名次 | 各站名次 | 各站名次 | 各站名次 | 各站名次 | 綜合名次 |
| 正駕駛            | 副駕駛         | 1        | 2        | 3        | 4        | 5        | 6        | 7        | 8        | 9        | 10       | 11       | 12       | 13       | 14       | 綜合名次 |
| ----------------- | -------------- | -------- | -------- | -------- | -------- | -------- | -------- | -------- | -------- | -------- | -------- | -------- | -------- | -------- | -------- | -------- |
| 增岡浩            | 帕斯卡・邁蒙   | 淘汰     | 淘汰     | 淘汰     | 淘汰     | 淘汰     | 淘汰     | 淘汰     | 淘汰     | 淘汰     | 淘汰     | 淘汰     | 淘汰     | 淘汰     | 淘汰     | 淘汰     |
| 斯特凡·彼得漢塞爾 | 讓-保羅·科特雷 | 6        | 2        | 5        | 8        | 9        | 4        | 淘汰     | 淘汰     | 淘汰     | 淘汰     | 淘汰     | 淘汰     | 淘汰     | 淘汰     | 淘汰     |
| 呂克·阿爾方       | 吉爾斯·皮卡德  | 5        | 5        | 15       | 3        | 6        | 淘汰     | 淘汰     | 淘汰     | 淘汰     | 淘汰     | 淘汰     | 淘汰     | 淘汰     | 淘汰     | 淘汰     |
| 納尼·羅馬         | 盧卡斯·克魯茲  | 8        | 4        | 8        | 5        | 7        | 5        | 4        | 4        | 7        | 5        | 取消     | 40       | 1        | 4        | 10       |

### 2010年
雖然2009年2月三菱汽車宣布全面退出達喀爾拉力賽，但仍有5輛分屬私人車隊的Racing Lancer下場參加2010年度賽事。基於成本的考量，這5輛車皆換裝成Pajero Evolution的4.0L V型六缸DOHC 6G7型汽油引擎，其中葡萄牙籍賽車手卡洛斯·索薩奪得綜合第6名的成績。同年FIA世界盃越野拉力錦標賽中，JMB Stradale車隊沙烏地阿拉伯籍賽車手雅奇德·拉吉駕著換裝2.0L渦輪增壓汽油引擎的Racing Lancer，在哈伊勒分站中奪下冠軍寶座。這支JMB Stradale車隊是由原法國籍賽車手尼可拉斯·密斯林（Nicolas Misslin）在2009年底收購MMSP SAS，並將其更名為JMB Stradale Off Road車隊。

### 2011年
JMB Stradale車隊雖然在FIA世界盃越野拉力錦標賽締造佳績，但也相繼爆發財務惡化而解雇員工、不履行合約故賽車手自願辭職、拒付場地費和零件費等醜聞，甚至連納尼·羅馬也拒絕續約。車隊執行長尼可拉斯·密斯林試圖掩蓋財務危機，最終在2011年6月申請破產程序。
後來巴西石油公司出資贊助巴西三菱汽車，將Racing Lancer改裝成4.0L V型六缸DOHC MIVEC 24汽門汽油引擎參加2011年達喀爾拉力賽，結果巴西籍賽車手吉列爾梅·斯皮內利（Guilherme Spinelli）以綜合第9名的成績完成比賽。他在前一年也加入JMB Stradale車隊使用Racing Lancer奪下綜合第10名，成為第一位連續兩年進入前10強的巴西籍賽車手。

### 2012年
巴西三菱再度以Racing Lancer投入2012年達喀爾拉力賽，另一方面來自荷蘭的里瓦德達喀爾車隊（Riwald Dakar Team）也與偉渥斯動力運動（Wevers Sport）合作，推出3輛同樣搭載4.0L V型六缸DOHC MIVEC 24汽門汽油引擎的Racing Lancer下場角逐；結果初次參賽的伯恩哈德·天·布林克（Bernhard ten Brinke）以綜合第8名之姿完賽。

### 2013年以降

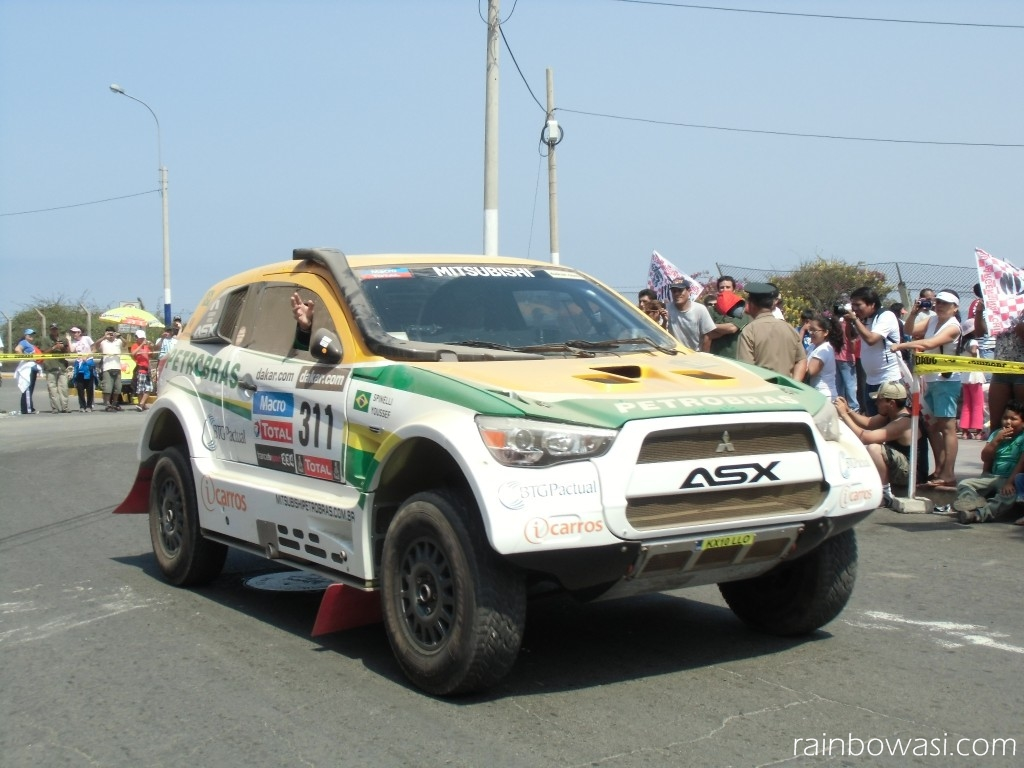
巴西三菱車隊的吉列爾梅·斯皮內利駕駛三菱ASX

里瓦德達喀爾車隊以Racing Lancer的機械結構為基礎，將車身外觀改成「福特HRX」，並搭載福特V型八缸汽油引擎。2015年經中國福田汽車挹注資本而復活的德國汽車品牌博格瓦德，參加2018年達喀爾拉力賽時的車輛「BX7 DKR」便以該車款為底而修改。
同年巴西三菱也流用Racing Lancer，修改成「三菱ASX」。為了對應高地地形的比賽路線必須提高引擎的輸出功率，但因為三菱的市售車並沒有適合的引擎，於是改搭載英國阿斯頓·馬丁的V型八缸汽油引擎。

## 外部連結
- U-Car車壇新聞：拉力狂想曲，Mitsubishi宣佈Racing Lancer進軍達卡拉力賽 （页面存档备份，存于）
- （日語）Response: 三菱レーシングランサー、実戦デビューで勝利 （页面存档备份，存于）